# Rowlett (Texas)
Rowlett ist eine Stadt im Rockwall County und Dallas County im Bundesstaat Texas der Vereinigten Staaten und gehört zum Dallas/Fort Worth Metroplex. Das U.S. Census Bureau hat bei der Volkszählung 2020 eine Einwohnerzahl von 62.535 ermittelt.

## Geographie
Die Stadt liegt im Nordosten von Texas, etwa 30 Kilometer nordöstlich von Dallas, sechs Kilometer östlich von Garland, im Westen des Rockwall Countys, reicht bis in das Dallas County, grenzt im Osten und Süden an den Lake Ray Hubbard, im Westen an den Rowlett Creek und hat eine Gesamtfläche von 52,4 km².

## Geschichte
Benannt wurde der Ort nach Dr. Daniel Rowlett, der 1836 in diese Gegend kam und hier siedelte.

## Demografische Daten
Nach der Volkszählung im Jahr 2000 lebten hier 44.503 Menschen in 14.266 Haushalten und 12.354 Familien. Die Bevölkerungsdichte betrug 849,4 Einwohner pro km². Ethnisch betrachtet setzte sich die Bevölkerung zusammen aus 81,81 % weißer Bevölkerung, 9,01 % Afroamerikanern, 0,49 % amerikanischen Ureinwohnern, 3,33 % Asiaten, 0,06 % Bewohnern aus dem pazifischen Inselraum und 3,53 % aus anderen ethnischen Gruppen. Etwa 1,78 % waren gemischter Abstammung und 8,76 % der Bevölkerung waren spanischer oder lateinamerikanischer Abstammung.
Von den 14.266 Haushalten hatten 53,8 % Kinder unter 18 Jahre, die im Haushalt lebten. 75,3 % davon waren verheiratete, zusammenlebende Paare. 8,0 % waren allein erziehende Mütter und 13,4 % waren keine Familien. 10,6 % aller Haushalte waren Singlehaushalte und in 2,3 % lebten Menschen, die 65 Jahre oder älter waren. Die Durchschnittshaushaltsgröße betrug 3,09 und die durchschnittliche Größe einer Familie belief sich auf 3,33 Personen.
33,5 % der Bevölkerung waren unter 18 Jahre alt, 5,6 % von 18 bis 24, 36,9 % von 25 bis 44, 18,8 % von 45 bis 64, und 5,2 % die 65 Jahre oder älter waren. Das Durchschnittsalter war 33 Jahre. Auf 100 weibliche Personen aller Altersgruppen kamen 97,7 männliche Personen. Auf 100 Frauen im Alter von 18 Jahren und darüber kamen 94,7 Männer.
Das jährliche Durchschnittseinkommen eines Haushalts betrug 70.947 US-Dollar (USD), das Durchschnittseinkommen einer Familie 73.417 USD. Männer hatten ein Durchschnittseinkommen von 49.394 USD gegenüber den Frauen mit 35.286 USD. Das Prokopfeinkommen betrug 26.144 USD. 3,0 % der Bevölkerung und 2,2 % der Familien lebten unterhalb der Armutsgrenze. Davon waren 3,3 % Kinder und Jugendliche unter 18 Jahren und 3,8 % waren 65 oder älter.

## Söhne und Töchter der Stadt
- Veronica Avluv (* 1972), Pornodarstellerin
- Marissa Diggs (* 1992), Fußballspielerin
- Zach Wood (* 1993), American-Football-Spieler